# Grenze zwischen Bulgarien und Nordmazedonien

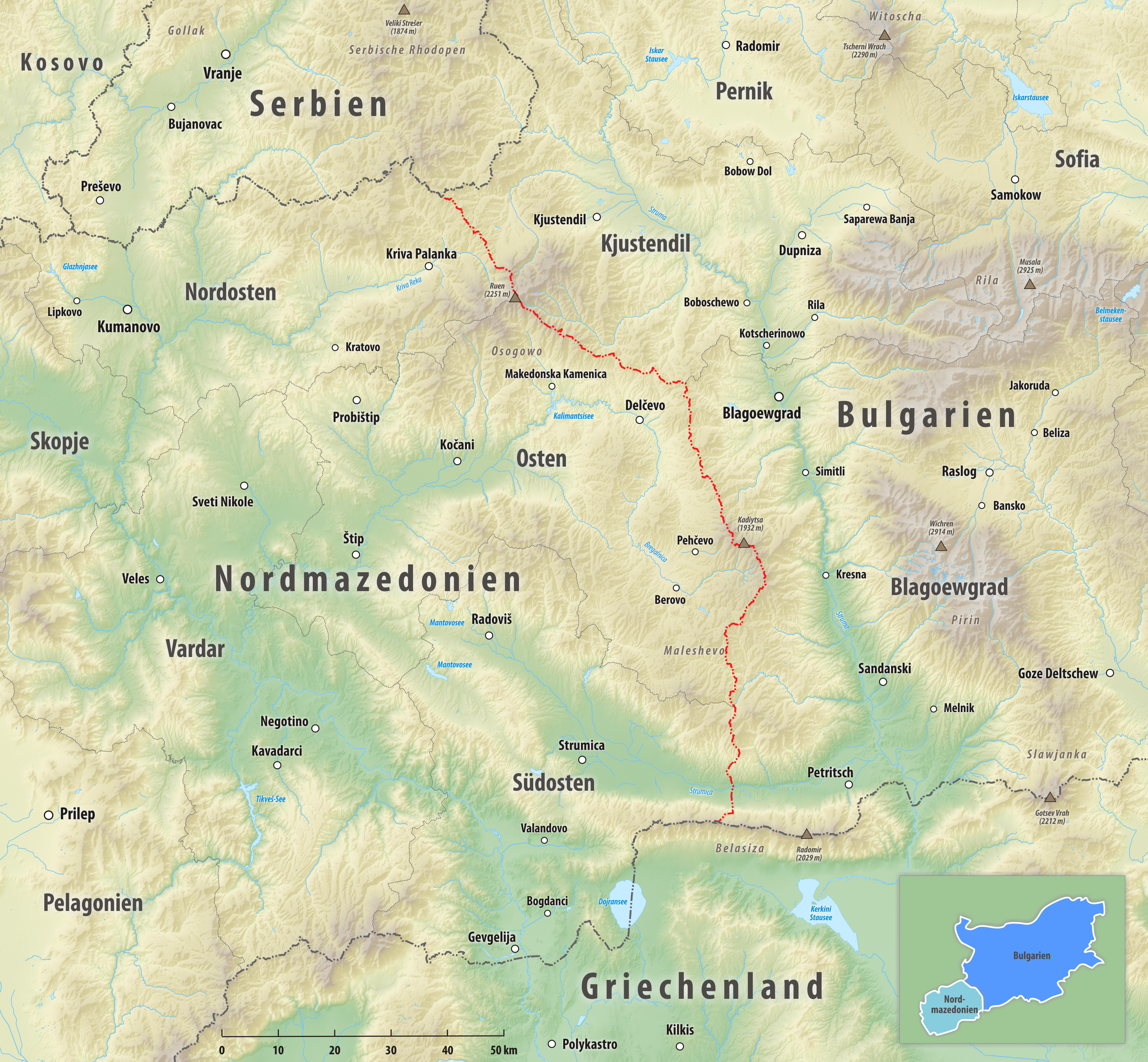
Grenzverlauf zwischen Bulgarien und Nordmazedonien

Die Grenze zwischen Bulgarien und Nordmazedonien trennt diese beiden Staaten. Sie ist seit dem Beitritt Bulgariens zur Europäischen Union zugleich EU-Außengrenze.

## Verlauf
Im Norden nimmt die Grenze am Dreiländereck mit Serbien nördlich des nordmazedonischen Kriva Palanka (kyrillisch Крива Паланка) ihren Anfang. Sie verläuft zunächst in südöstlicher Richtung und quert den Grenzübergang Deve Bair. Weiter verläuft sie über das Osogowo-Gebirge mit dessen höchstem Gipfel, dem 2251 m hohen Ruen (Руен). In ihrem weiteren Verlauf nach Südosten verläuft sie im Abstand östlich von Delčevo (kyrillisch Делчево, bis 1950 Carevo selo, Царево село) und quert den Straßengrenzübergang von Obel. Der Verlauf der Grenze führt nun weiter nach Südsüdosten und Süden über den Gebirgszug der Vlahina im Westen des bulgarischen Blagoewgrad (kyrillisch Благоевград, bis 1950 Gorna Dschumaja/Горна Джумая), die Maleschevski planini (Малешевски Планини) und den Gebirgsstock des Ogražden (1744 m), quert das Tal der Strumica (mit einem Straßengrenzübergang bei Zlatarevo) und steigt schließlich auf der Höhen der Belasiza, wo sich auf dem 1880 m hohen Berg Tumba das Dreiländereck mit Griechenland befindet.
Die Länge der Grenze wird mit 148 km (auch 162 km) angegeben. Zwischen beide Länder existieren lediglich drei Grenzübergänge. Von Norden nach Süden sind dies:
- Grenzübergang Gjueschewo-Deve Bair, zwischen Gjueschewo und Kriva Palanka
- Grenzübergang Logodasch-Delčevo, zwischen Blagoewgrad und Delčevo
- Grenzübergang Slatarewo-Novo Selo, zwischen Petritsch  und Strumica

## Gemeinden an der Staatsgrenze (von Nord nach Süd)

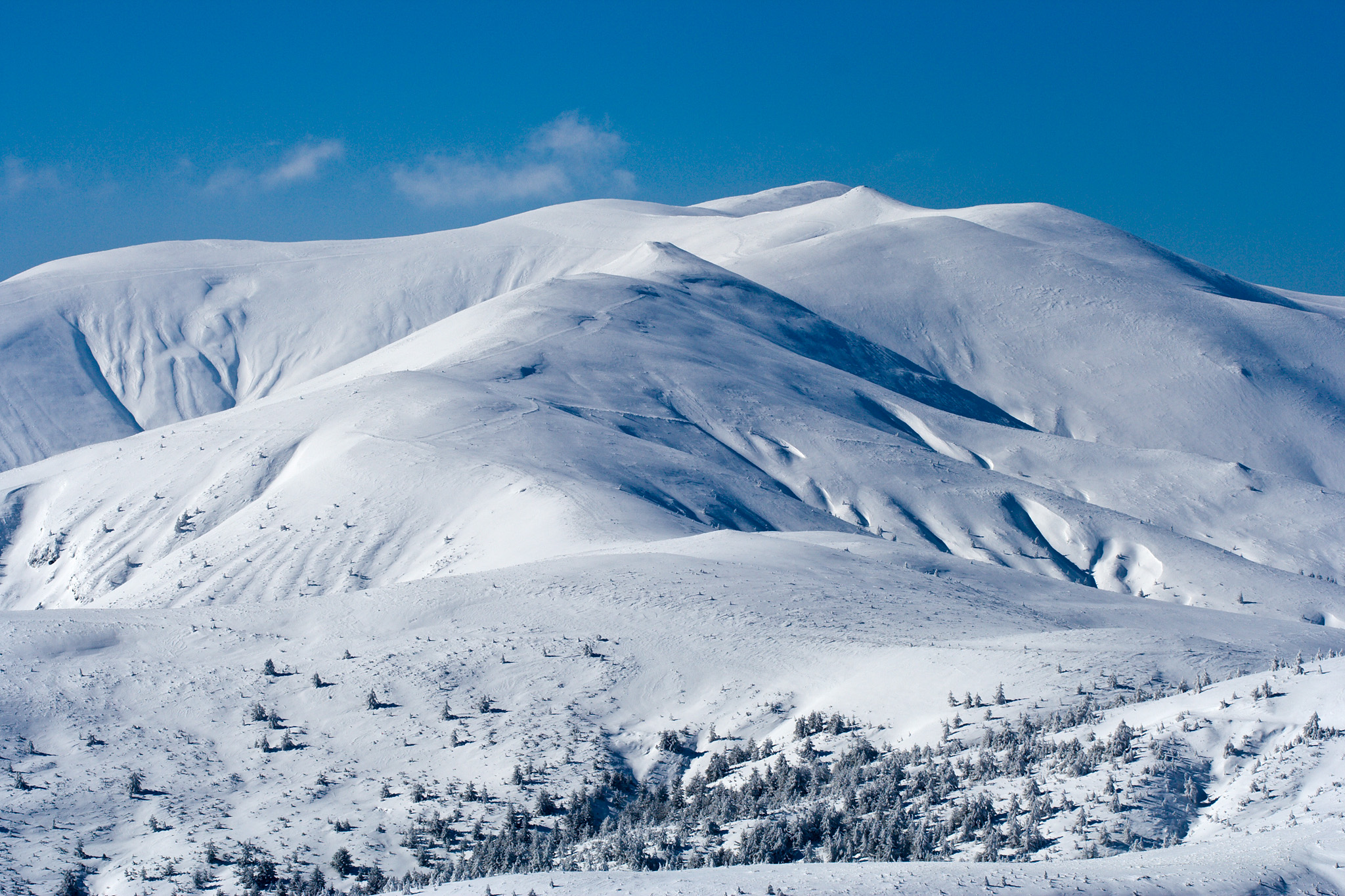
Der Berg Ruen im Osogowo

| NORDMAZEDONIEN | NORDMAZEDONIEN      | NORDMAZEDONIEN    |                  | BULGARIEN   | BULGARIEN     | BULGARIEN  |
| Region         | Gemeinde            | Grenz- übertritt  | Grenz- übertritt | Gemeinde    | Oblast Bezirk |            |
| -------------- | ------------------- | ----------------- | ---------------- | ----------- | ------------- | ---------- |
| Serbien        |                     |                   |                  |             |               |            |
| Nordosten      | Kriva Palanka       |                   | O s o g o w o    |             | Kjustendil    | Kjustendil |
| Osten          | Makedonska Kamenica |                   | O s o g o w o    |             | Kjustendil    | Kjustendil |
| Osten          | Makedonska Kamenica | Newestino         | O s o g o w o    |             |               | Kjustendil |
| Osten          | Delčevo             |                   | O s o g o w o    |             |               | Kjustendil |
| Osten          | M a l e s h e v o   |                   | Blagoewgrad      | Blagoewgrad |               |            |
| Osten          | M a l e s h e v o   | Pehčevo           | Blagoewgrad      | Blagoewgrad |               |            |
| Osten          | M a l e s h e v o   | Kresna            |                  | Blagoewgrad |               |            |
| Osten          | M a l e s h e v o   | Strumjani         |                  | Blagoewgrad |               |            |
| Osten          | M a l e s h e v o   | Opština Berovo    |                  | Blagoewgrad |               |            |
| Osten          | M a l e s h e v o   | Petritsch         |                  | Blagoewgrad |               |            |
| Südosten       | M a l e s h e v o   | Opština Novo Selo |                  | Blagoewgrad |               |            |
| Südosten       | B e l a s i z a     | Opština Novo Selo |                  | Blagoewgrad |               |            |
| Griechenland   |                     |                   |                  |             |               |            |

## Geschichte

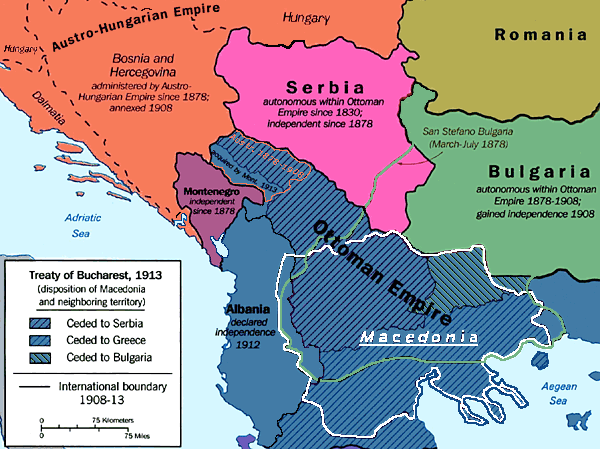
Makedonien im Jahr 1913

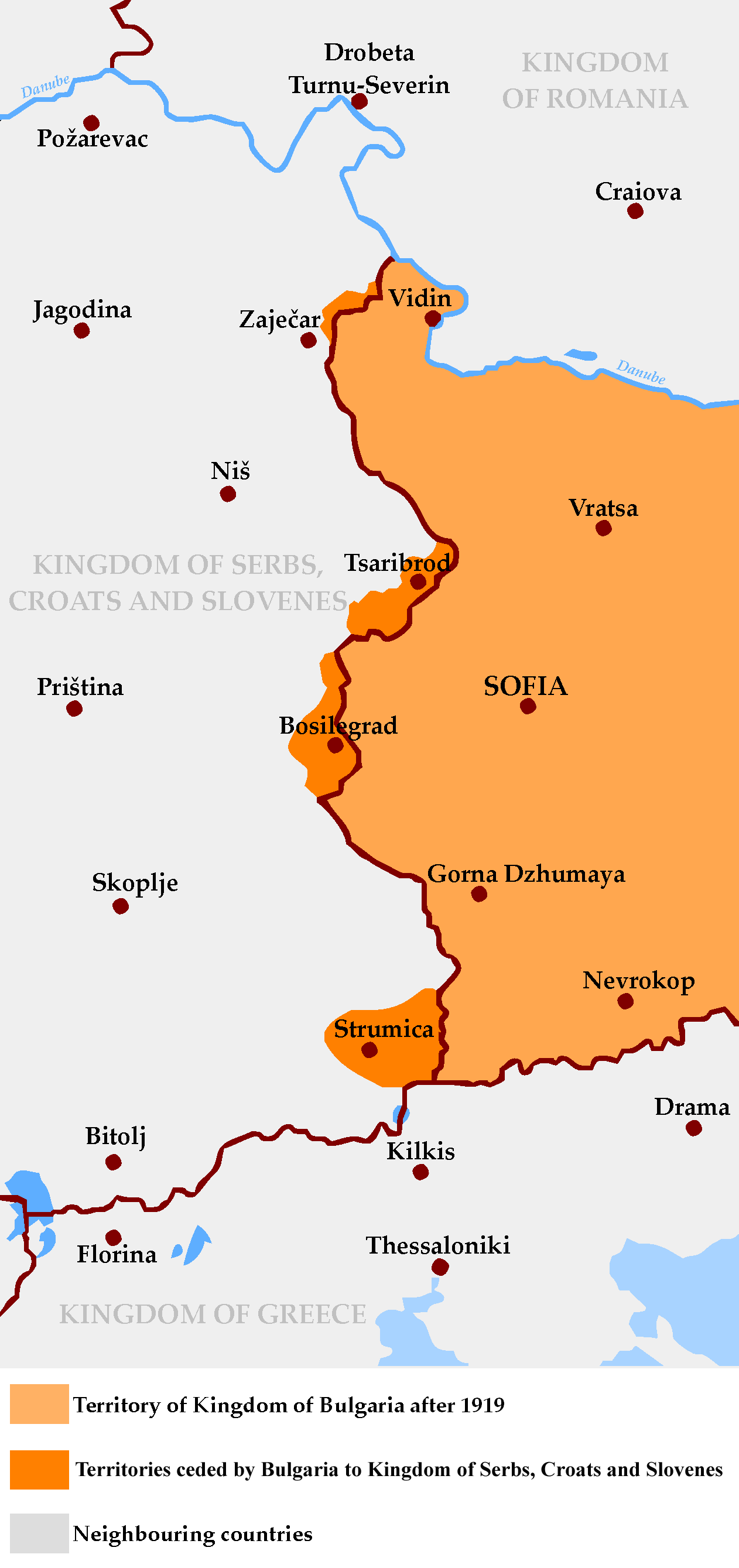
Ehemalige bulgarische Westgebiete

Der Verlauf der Grenze geht auf den Frieden von Bukarest im Jahr 1913 nach dem Zweiten Balkankrieg zurück, der den Rückzug des Osmanischen Reichs aus dem größten Teil Südosteuropas (mit Ausnahme von Ostthrakien) und die Aufteilung Makedoniens auf Griechenland, Bulgarien und Serbien mit sich brachte, Bulgarien aber einen großen Teil seiner Gebietsgewinne aus dem Ersten Balkankrieg wieder nahm. Dabei fiel die Stadt Strumica mit ihrem Umland zunächst an Bulgarien, das im Ersten Weltkrieg auch das zu Serbien gekommene Vardar-Mazedonien annektierte. Nach dem Ersten Weltkrieg wurde der frühere Zustand wieder hergestellt. Eine Grenzkorrektur zugunsten Serbiens erfolgte aber durch den Vertrag von Neuilly-sur-Seine im Jahr 1919, der Strumica an Serbien übergab. Von 1941 bis 1945 standen diese Gebiete vorübergehend wieder unter bulgarischer Verwaltung (vgl. Pariser Friedenskonferenz 1946). 1944 wurde in den Grenzen von Vardar-Mazedonien die Sozialistische Republik Mazedonien als Teilrepublik Jugoslawiens gegründet. Infolge des politischen Bruches zwischen Titos Jugoslawien und dem sowjetisch geführten Ostblock 1948 wurde die Grenze zu Bulgarien geschlossen. Die traditionell engen Beziehungen wurden dadurch weitgehend unterbrochen.
Mit dem Zerfall Jugoslawiens in den 1990er Jahren erlangte die ehemalige jugoslawische Teilrepublik 1991 ihre staatliche Unabhängigkeit. Seit dem Beitritt Bulgariens zur Europäischen Union im Jahr 2007 ist die Grenze zugleich EU-Außengrenze.